# Авицения
Авицениите (Avicennia) са род растения от семейство Страшникови (Acanthaceae).
Таксонът е описан за пръв път от шведския ботаник и зоолог Карл Линей през 1753 година.

## Видове
- Avicennia africana
- Avicennia alba
- Avicennia balanophora
- Avicennia bicolor
- Avicennia eucalyptifolia
- Avicennia germinans – Брилянтна авицения
- Avicennia integra
- Avicennia intermedia
- Avicennia lamarckiana
- Avicennia lanata
- Avicennia marina – Морска авицения
- Avicennia meyeri
- Avicennia mindanaensis
- Avicennia nitida
- Avicennia oblongifolia
- Avicennia obovata
- Avicennia oepata
- Avicennia officinalis
- Avicennia resinifera
- Avicennia rumphiana
- Avicennia schaueriana
- Avicennia spicata
- Avicennia tomentosa
- Avicennia tonduzii
- Avicennia tonduzzii